# Rufus Sewell
Rufus Frederik Sewell (n. 29 octombrie 1967, Greater London, Anglia, Regatul Unit) este un actor englez de film și scenă. În film, a apărut în Carrington (1995), Hamlet (1996), Frumoasa venețiană (1998), Orașul întunecat (1998), Legenda lui Zorro (2005), Povestea unui cavaler (2001), Iluzionistul (2006), Mai aproape de cer (2006), Vacanța (2006), Paris, je t'aime (2006) și Judy (2019).
În seriale a jucat în Middlemarch (1994), John Adams (2008), A unsprezecea oră (2008-09), Zen (2011), Stâlpii pământului (2010), Ultima paradă (2012), Victoria (2016 - 17), Omul din castelul înalt (2014–19) și The Marvelous Mrs. Maisel (2019).

## Viața timpurie
Rufus Frederik Sewell s-a născut la Twickenham la 29 octombrie 1967, fiul lui Jo, o artistă galeză, pianistă pregătită pentru stilul clasic și chelneriță, și William John Frederick Sewell (1924-1978), animator anglo-australian și fost muncitor în construcții. Părinții săi au divorțat când Sewell avea cinci ani, iar mama sa a lucrat într-un bar și a vândut legume pentru a-i întreține pe el și pe fratele său Caspar. William a murit când Sewell a împlinit 10 ani. Mama lui Sewell a locuit ulterior la Pelican, Laugharne, Carmarthenshire, fosta casă a părinților poetului și scriitorului galez Dylan Thomas. Sewell a spus că a fost un adolescent dificil.
Sewell a fost educat la Trafalgar Junior School, o școală de stat din Twickenham pe care a părăsit-o în 1978. Pe când se afla la Trafalgar Junior School a fost membru al clubului de teatru și a jucat rolul principal în Rumpelstiltskin pe care l-a jucat în genunchi pe tot parcursul piesei. (A fost regizat de doamna Swann, susținut de Amanda Manners în calitate de fiică a lui Miller și de Oliver Carmona în rolul mesagerului Albert.)
A continuat la Orleans Park School, o școală de stat din Twickenham, pe care a părăsit-o în 1984, urmată de West Thames College, unde un profesor de teatru l-a trimis la audiție pentru școala de actorie. Ulterior s-a înscris la Central School of Speech and Drama din Londra.

## Viața personală
Sewell a fost căsătorit de două ori. Prima sa soție a fost iubita sa cu care a fost într-o relație multă vreme, jurnalista australian de modă Yasmin Abdallah; ei s-au căsătorit în 1999 și au divorțat în 2000. S-a căsătorit apoi cu cea de-a doua soție, scenarista și producătoarea Amy Gardner, în 2004. Au un fiu, William Douglas Sewell (născut în 2002),  și au divorțat în 2006. De asemenea, Sewell are o fiică, Lola (născută în 2013), cu Ami Komai.
Despre hobby-urile sale, Sewell a spus: „Lucrurile mele preferate sunt doar rătăcitul dintr-un loc în altul, mersul la cafenele, și realizarea de fotografii. Ziua mea preferată este un accident fericit.”

## Filmografie

### Film
| An   | Titlu                                   | Rol                        | Note                     |
| ---- | --------------------------------------- | -------------------------- | ------------------------ |
| 1991 | Twenty-One                              | Bobby                      |                          |
| 1993 | Dirty Weekend                           | Tim                        |                          |
| 1994 | Un om fără importanță                   | Robbie Fay                 |                          |
| 1995 | Carrington                              | Mark Gertler               |                          |
| 1996 | Hamlet                                  | Fortinbras                 |                          |
| 1996 | Victory                                 | Martin Ricardo             |                          |
| 1997 | În inima pădurii                        | Giles Winterbourne         |                          |
| 1998 | Frumoasa venețiană                      | Marco Venier               |                          |
| 1998 | Orașul întunecat                        | John Murdoch               |                          |
| 1998 | Martha, Meet Frank, Daniel and Laurence | Frank                      |                          |
| 1998 | Piesa neterminată                       | Dominique                  |                          |
| 1998 | Nepot vs. unchi                         | Ross                       |                          |
| 1999 | Un ținut necunoscut                     | Mick Carpenter             |                          |
| 2000 | Fie copilul binecuvântat                | Eric Stark                 |                          |
| 2001 | Povestea unui cavaler                   | Contele Adhemar            |                          |
| 2002 | Risc extrem                             | Ian                        |                          |
| 2003 | Victoria Station                        | Taximetristul              | film scurt               |
| 2005 | Legenda lui Zorro                       | Contele Armand             |                          |
| 2006 | Tristan and Isolde                      | Marke                      |                          |
| 2006 | Iluzionistul                            | prințul moștenitor Leopold |                          |
| 2006 | Paris, je t'aime                        | William                    | Segment: "Père-Lachaise" |
| 2006 | Mai aproape de cer                      | Thomas Clarkson            |                          |
| 2006 | Vacanța                                 | Jasper Bloom               |                          |
| 2008 | Moartea la un click distanță            | Albert                     |                          |
| 2008 | Vinyan                                  | Paul Bellmer               |                          |
| 2010 | Turistul                                | Englezul                   |                          |
| 2012 | Abraham Lincoln: Vânător de Vampiri     | Adam                       |                          |
| 2012 | Hotel Noir                              | Felix                      |                          |
| 2013 | Un joc mortal                           | Parker                     |                          |
| 2013 | Pe urmele tale                          | Gabe                       |                          |
| 2013 | The Sea                                 | Carlo Grace                |                          |
| 2014 | Hercule                                 | Autolycus                  |                          |
| 2014 | The Devil's Hand                        | Jacob Brown                |                          |
| 2015 | Blinky Bill: Koala cel poznaș           | Sir Claude (voce)          |                          |
| 2016 | Zeii Egiptului                          | Urshu                      |                          |
| 2019 | Judy                                    | Sidney Luft                |                          |
| 2020 | The Father                              | Paul                       |                          |
| 2021 | Elvis                                   | Vernon Presley             | Se filmează              |

### Seriale
| An      | Titlu                     | Rol                | Note                              |
| ------- | ------------------------- | ------------------ | --------------------------------- |
| 1992    | Gone to Seed              | Billy              | 6 episoade                        |
| 1992–94 | Screen Two                | Mike Costain Clive | 2 episoade                        |
| 1994    | Middlemarch               | Will Ladislaw      | 7 episoade                        |
| 1994    | Citizen Locke             | Midshipman Clarke  | Film pentru televiziune           |
| 1995    | Ferma trăsniților         | Seth Starkadder    | Film pentru televiziune           |
| 1995    | Performance               | Harry Percy        | Episod: Henry IV, Part 1          |
| 2000    | O mie și una de nopți     | Ali Baba           | Miniserie                         |
| 2001    | She Creature              | Angus              | Film pentru televiziune           |
| 2003    | Elena din Troia           | Agamemnon          | Miniserie                         |
| 2003    | Ultimul rege              | Carol al II-lea    | 4 episoade                        |
| 2004    | Taste                     | Michael Kuhleman   | Film pentru televiziune           |
| 2005    | ShakespeaRe-Told          | Petruchio          | Episod: Îmblânzirea scorpiei      |
| 2006    | 9/11: Out of the Blue     | The Man            | Television Movie                  |
| 2008    | John Adams                | Alexander Hamilton | 2 episoade                        |
| 2008–09 | A unsprezecea oră         | Dr. Jacob Hood     | 18 episoade                       |
| 2010    | Stâlpii pământului        | Tom Builder        | 5 episoade                        |
| 2011    | Zen                       | Aurelio Zen        | 3 episoade                        |
| 2012    | Ultima paradă             | Reverend Duchemin  | 4 episoade                        |
| 2012    | Restless                  | Lucas Romer        | 2 episoade                        |
| 2015    | Killing Jesus             | Caiafa             | Film pentru televiziune           |
| 2016    | Secret History            | Narator            | Episod: Împăratul uitat al Chinei |
| 2016–17 | Victoria                  | Lord Melbourne     | 7 episoade                        |
| 2018    | The Marvelous Mrs. Maisel | Declan Howell      | Episodul: Uite, a făcut o pălărie |
| 2014–19 | Omul din castelul înalt   | John Smith         | 40 episoade                       |
| 2020    | Calul bălan               | Mark Easterbrook   | miniserie BBC One                 |